# Lãnh Thủy Than
Lãnh Thủy Than (chữ Hán giản thể: 冷水滩区, âm Hán Việt: Vĩnh Thủy Than khu) là một quận thuộc địa cấp thị Vĩnh Châu tỉnh Hồ Nam Cộng hòa Nhân dân Trung Hoa. Quận này có diện tích 1218 ki-lô-mét vuông, dân số năm 2003 là 490.000 người. Về mặt hành chính, quận Lãnh Thủy Than được chia thành 6 nhai đạo, 11 trấn, 2 hương.
- Nhai đạo: Mai Loan, Lăng Giác Sơn, Tiêu Gia Viên, Dương Gia Kiều, Ngô Đồng, Phượng Hoàng..
- Trấn: Hoa Kiều, Phổ Lợi Kiều, Ngưu Giác Bá, Cao Khê Thị, Hoàng Dương Ti, Thượng Lĩnh Kiều, Trúc Sơn Kiều, Y Đường, Lam Giác Sơn, Thái Thị, Nhân Loan, San Hô..
- Hương: Dương Thôn Điện.